# Demokrit-Universität Thrakien

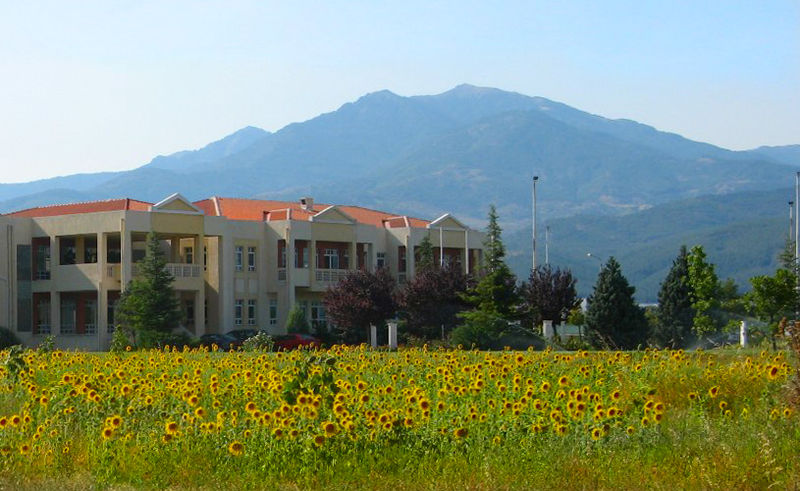
Demokrit-Universität

Die Demokrit-Universität Thrakien (griechisch Δημοκρίτειο Πανεπιστήμιο Θράκης Dimokritio Panepistimio Thrakis) ist eine staatliche Universität in Westthrakien (Nordgriechenland) mit rund 13.000 Studenten und einem Hauptstandort in Komotini sowie Nebenstandorten in Xanthi, Alexandroupoli und Orestiada. Die Universität ist Mitglied im Netzwerk der Balkan-Universitäten.
Die Universität Thrakien wurde 1973 gegründet und ist nach dem antiken griechischen Philosophen Demokrit benannt. Die Universität gliedert sich heute in 2 Schulen mit insgesamt 18 Abteilungen.